# Peter Kovačič Peršin
Peter Kovačič Peršin, slovenski teolog, slavist in pisatelj, * 1945.
Peter Kovačič Peršin je končal študij filozofije na Teološki fakulteti v Ljubljani ter diplomiral iz slavistike in primerjalne književnosti na Filozofski fakulteti Univerze v Ljubljani. Leta 1969 je ustanovil revijo 2000 in bil dolga leta njen glavni urednik.
Stopinje v pesku zgodovine (2018)

## Nagrade
- 2011 - Zlati red za zasluge za svobodoljubnost v publicističnem delu, s katerim je vztrajno, odločno in požrtvovalno odpiral intelektualna obzorja slovenskega duha[1]
- 2010 - Rožančeva nagrada za najboljšo esejistično zbirko (Vrnitev k Itaki)